# Frontière entre l'Indonésie et les Philippines
La frontière entre les Philippines et l'Indonésie est intégralement maritime en Mer de Célèbes dans l'océan Pacifique .
Les revendications sur ces zones économiques exclusives ont pour origine la distance séparant
- côté philippin, l'archipel de Sulu et la côte de Mindanao
- côté indonésien, Bornéo, l'île Célèbes, les îles Sangihe

## Tracé
Huit points composent la frontière :
- point 1 : 3° 06' 41" N, 119° 55' 34" E : vers le tripoint Malaisie — Indonésie — Philippines
- point 2 : 3° 26' 36" N, 121° 21' 31" E
- point 3 : 3° 48' 58" N, 122° 56' 03" E
- point 4 : 4° 57' 42" N, 124° 51' 17" E
- point 5 : 5° 02' 48" N, 125° 28' 20" E
- point 6 : 6° 25' 21" N, 127° 11' 42" E
- point 7 : 6° 24' 25" N, 128° 39' 02" E
- point 8 : 6° 24' 20" N, 29° 31' 31/E  : vers le tripoint Palaos — Indonésie — Philippines

La distance la plus courte entre les deux pays se trouve entre l'île Kawio (Kawio Islands) et l'ile Balut Island (en)Tinina Balut Island)

## Historique
Les Philippines et l'Indonésie ont entamé des négociations lors de la première réunion des hauts fonctionnaires sur la délimitation de la frontière maritime qui s'est tenue du 23 au 25 juin 1994 à Manado, en Indonésie.
De 1994 à 2014, les deux pays ont mené une série de négociations sur les limites de la ZEE à travers le groupe de travail conjoint permanent sur les questions maritimes et océanologiques (GTCM-GPM) assisté par les trois sous-groupes de travail et l'équipe technique conjointe.
Le 8 mars 2011, le secrétaire aux Affaires étrangères, Albert del Rosario et le Marty Natalegawa, ministre indonésien des Affaires étrangères, a signé la déclaration conjointe dans laquelle il a convenu d'accélérer les négociations bilatérales pour la délimitation des frontières maritimes des Philippines et de l'Indonésie. Ces derniers ont également demandé à l'équipe technique de mener une série de réunions pour parvenir à un accord sur les limites de la ZEE.
La déclaration conjointe a été publiée lors de la visite d'État du président Aquino en Indonésie, le 8 mars 2011.
Au cours de la visite d'État , le Président Aquino a déclaré: « La délimitation des frontières maritimes renforcera notre coopération dans de nombreux domaines, de la protection du milieu marin à l'amélioration des problèmes de sécurité dans la région entre les Philippines et l'Indonésie en particulier. »
Le GTC-GPM a tenu un total de huit réunions pour parvenir à un accord sur la limite de la ZEE. La 8ème réunion du JPWG-MOC s'est tenue le 18 mai 2014 à Jakarta, où les deux délégations ont signé le texte de l'accord et le tableau annexé pour signature par le ministre des Affaires étrangères Del Rosario et le ministre des Affaires étrangères Natalegawa le 23 mai 2014 au palais de Malacañan.
Le président Rodrigo Duterte l'a ratifié en février 2017 et le parlement indonésien en avril 2017. Le Sénat philippin a ensuite approuvé la ratification du traité en juin 2019